# Östra Ljungby landskommun
Östra Ljungby landskommun var en tidigare kommun i dåvarande Kristianstads län.

## Administrativ historik
När 1862 års kommunalförordningar började gälla inrättades över hela landet cirka 2 400 landskommuner, de flesta bestående av en socken. Därutöver fanns 89 städer och 8 köpingar, som då blev egna kommuner.
Denna kommun bildades då i Östra Ljungby socken i Norra Åsbo härad i Skåne. Det särskiljande tillägget Östra fanns redan tidigt, till skillnad från många andra i sen tid tillkomna. 
Vid kommunreformen 1952 bildade den storkommun genom sammanläggning med de tidigare kommunerna Källna och Össjö.
Östra Ljungby kommun upphörde i samband med den andra genomgripande kommunreformen, varvid området år 1974 delades och Östra Ljungby och Källna församlingar fördes till Klippans kommun och Össjö församling till Ängelholms kommun.
Kommunkoden 1952-1973 var 1139.

### Kyrklig tillhörighet
I kyrkligt hänseende tillhörde kommunen Östra Ljungby församling. Den 1 januari 1952 tillkom Källna församling och Össjö församling.

## Geografi
Östra Ljungby landskommun omfattade den 1 januari 1952 en areal av 80,84 km², varav 79,60 km² land.

### Tätorter i kommunen 1960
| Tätort        | Folkmängd |
| ------------- | --------- |
| Stidsvig      | 496       |
| Östra Ljungby | 481       |

Tätortsgraden i kommunen var den 1 november 1960 38,9 procent.

## Politik

### Mandatfördelning i valen 1938-1970
| 8 | 8 | 1 | 3 |

| 20 |

| 9 | 5 | 1 | 5 |

| 19 |

| 7 | 4 | 5 | 4 |

| 19 |

| 13 | 10 | 7 | 5 |

| 35 |

| 11 | 3 | 10 | 5 | 6 |

| 33 |

| 11 | 11 | 5 | 8 |

| 32 |

| 13 | 11 | 5 | 6 |

| 32 |

| 11 | 12 | 6 | 6 |

| 31 |

| 11 | 10 | 14 |

| 30 | 5 |